# 圣经带 (瑞典)

得益于瑞典南部民众的支持，基督教民主党赢得了2014年大选

圣经带（瑞典語：Bibelbältet）是指瑞典从延雪平到斯莫兰的这片区域，在这一地区中，基督新教占主流地位。不过和瑞典教会相比，民众普遍更倾向于自由教会。